# Mats Moraing
Mats Moraing (Mülheim an der Ruhr, Región de Düsseldorf, Alemania, 20 de junio de 1992), es un tenista profesional alemán que ocupa actualmente la posición n.º 152 del ranking ATP.

## Trayectoria
Su mejor ranking individual es el N.º 153 alcanzado el 21 de mayo de 2018, mientras que en dobles logró la posición 443 el 14 de mayo de 2018.
Él es entrenado por su tío Peter Moraing. 

## Títulos Challenger
| Leyenda               | Individuales | Dobles |
| --------------------- | ------------ | ------ |
| ATP Challenger Series | 5            | 0      |

### Individual
| N.º | Fecha              | Torneo                   | Superficie    | Oponentes         | Resultado     |
| --- | ------------------ | ------------------------ | ------------- | ----------------- | ------------- |
| 1.  | Enero de 2018      | Challenger de Koblenz    | Dura          | Kenny de Schepper | 6–2, 6–1      |
| 2.  | Julio de 2019      | Challenger de Amersfoort | Tierra batida | Kimmer Coppejans  | 6-2, 3-6, 6-3 |
| 3.  | Junio de 2021      | Challenger de Forli      | Tierra batida | Quentin Halys     | 3-6, 6-1, 7-5 |
| 4.  | Septiembre de 2021 | Challenger de Tulln      | Tierra batida | Hugo Gaston       | 6-2, 6-1      |
| 5.  | Marzo de 2022      | Challenger de Turín      | Dura (i)      | Quentin Halys     | 7-6(11), 6-3  |

### Finalista
| N.º | Fecha              | Torneo                      | Superficie | Oponentes           | Resultado     |
| --- | ------------------ | --------------------------- | ---------- | ------------------- | ------------- |
| 1.  | Enero de 2018      | Challenger de Bangkok       | Dura       | Marcel Granollers   | 6–4, 3–6, 5–7 |
| 2.  | Enero de 2019      | Challenger de Playford City | Dura       | Rogério Dutra Silva | 3-6, 2-6      |
| 3.  | Septiembre de 2021 | Challenger de Rennes        | Dura (i)   | Benjamin Bonzi      | 36-7, 36-7    |